# Municipio 6 Clear Creek
El municipio 6 Clear Creek (en inglés: Township 6, Clear Creek) es un municipio ubicado en el  condado de Mecklenburg en el estado estadounidense de Carolina del Norte. En el año 2010 tenía una población de 21.423 habitantes.

## Geografía
El municipio 6 Clear Creek se encuentra ubicado en las coordenadas 35°12′3.97″N 80°37′34.66″O / 35.2011028, -80.6262944.